# Фелек, Бурхан
Бурхан Фелек (тур. Burhan Felek; 11 мая 1889, Стамбул — 4 ноября 1982, Стамбул) — турецкий журналист, колумнист, спортивный деятель и писатель.

## Биография
Родился 11 мая 1889 года в Стамбуле. В 1910 году окончил Стамбульский юридический лицей (позднее был преобразован в Юридический факультет Стамбульского университета). После окончания лицея Фелек работал юридическим консультантом в министерстве торговли, преподавал в лицее, а также занимался юридической деятельностью.
В юности Бурхан Фелек занимался рестлингом, лёгкой атлетикой и футболом. Позднее Фелек занялся административной деятельностью, он работал футбольным судьёй, принимал участие в организации Балканских и Средиземноморских игр. С 1938 по 1952 годы Фелек занимал должность генерального секретаря Олимпийского комитета Турции, также он занимал должность президента комитета в 1960-64 и 1965-82 годах.
В 1922 году Фелек Бурхан совместно Али Сами Еном и Юсуфом Зия Онишем основали Федерацию лёгкой атлетики. До 1936 года Бурхан занимал должность её президента.
Умер 4 ноября 1982 года в Стамбуле. Похоронен на кладбище Караджаахмет.

#### Журналистская деятельность
Журналистская карьера Бурхана Фелека началась в 1909 году, когда он начал писать для издания «İdman». На следующий год Фелек стал писать для издания «Donanma». Писал для изданий «Vakit», «Vatan», «Yeni Ses», «Alemdar» и «Tetebbu». 29 лет Бурхан Фелек проработал в издании «Cumhuriyet». 1 сентября 1969 года Фелек перешёл на работу в издание «Milliyet», там он вёл юмористическую рубрику «Кафе Реджепа» (Recebin Kahvesi). Последняя статья Бурхана Фелека в «Milliyet» вышла 5 ноября 1982 года, на следующий день после его смерти.
В течение 26 лет Фелек занимал пост президента «Ассоциации журналистов Стамбула» (İstanbul Gazeteciler Cemiyeti), предшественницы «Ассоциации турецких журналистов» (TGC).

## Награды
В знак признания заслуг Бурхана Фелека перед Олимпийским движением он был награждён Олимпийским орденом. 8 мая 1980 года Стамбульский университет наградил Фелека почётной степенью. Также он был награждён французским Орденом Почётного легиона.
Имя Фелека Бурхана присвоено спортивному комплексу в Стамбуле, а также улицам в Эскишехире и Мерсине.
Ассоциация турецких журналистов учредила премию имени Бурхана Фелека, которая вручается каждый год.